# 永井典彦
永井 典彦（ながい のりひこ、1915年7月23日 - 2003年1月21日）は、日本の経営者。大阪商船三井船舶(現在の商船三井)社長、会長を務めた。

## 経歴
東京都出身。1944年に東京商科大学を卒業し、同年に三井物産に入社。1942年に三井船舶に転じ、1968年5月に大阪商船三井船舶取締役に就任し、1971年5月に常務、1973年11月に専務を経て、1976年6月に社長に就任。1980年6月に会長に就任し、1984年6月には相談役に就任。
1977年7月に運輸大臣表彰を受け、1978年11月に藍綬褒章を受章し、1985年11月に勲二等旭日重光章を受章し、1989年11月に文部大臣表彰を受けた。
2003年1月21日肺炎のために死去。87歳没。